# アリエンヌ・マンディ
アリエンヌ・マンディ（Arienne Mandi, 1994年4月8日 - ）は、アメリカ合衆国カリフォルニア州出身の女優。

## 生い立ち・人物
1994年4月8日、カリフォルニア州ロサンゼルスに生まれる。チリとイタリアのミックスルーツであり、英語・スペイン語・フランス語・ペルシア語が堪能。
自身のセクシュアリティに関しては、「私が感じていることに近いものがあるとすれば、それはパンでしょう。私はあらゆる形の愛を受け入れ、愛を与える。ただ全てが愛なんです」と語っている。
『シザリング・イズント・ア・シング』のポッドキャストにおいて、女優のナザニン・マンディの従姉妹であることを認めた。

## 主な出演作品

### 映画
| 公開年 | 邦題 原題 | 役名                                        | 備考 |
| ------ | --------- | ------------------------------------------- | ---- |
| 2018   | Baja      | リサ・ボラノス / ロレーナ・デ・ロス・リオス |      |

### テレビシリーズ
| 放送年 | 邦題 原題                                                            | 役名                 | 備考                                   |
| ------ | -------------------------------------------------------------------- | -------------------- | -------------------------------------- |
| 2015   | NCIS:LA 〜極秘潜入捜査班 NCIS: Los Angeles                           | カタリーナ・ディアス | 第7シーズン ゲスト                     |
| 2018   | HAWAII FIVE-0                                                        | カルロッタ           | 第8シーズン ゲスト                     |
| 2018   | NCIS 〜ネイビー犯罪捜査班 NCIS: Naval Criminal Investigative Service | エマ・スウィーニー   | 第15シーズン ゲスト                    |
| 2019-  | Lの世界 ジェネレーションQ The L Word: Generation Q                   | ダニ・ヌーニェス     | 『Lの世界』の続編ドラマ メインキャスト |